# Episodio depresivo mayor
Un episodio depresivo mayor es un periodo, con una duración mínima de dos semanas, caracterizado por un estado de ánimo deprimido, anhedonia, cambios en el apetito, sentimientos de inutilidad o culpa, problemas para concentrarse o tomar decisiones e ideación suicida o intentos de suicidio. Además, puede haber insomnio o hipersomnia. Con base en la cantidad y gravedad de la sintomatología, el episodio se clasifica como leve, moderado o grave.
Existen diversas teorías sobre la etiología del trastorno. Se ha considerado y evidenciado el papel que niveles anormales de neurotransmisores tienen en la fisiopatología de la depresión. Además, algunos estudios han encontrado anormalidades en la estructura cerebral de pacientes deprimidos. Igualmente, se considera que la genética puede estar involucrada.
La duración del episodio es variable. Puede terminar en semanas o meses, o extenderse por un largo periodo. Pese a que el duelo puede originar conductas similares a las clasificadas como trastorno depresivo, el DSM-IV establece que, tras la pérdida de un ser querido, «los síntomas depresivos deben atribuirse al duelo y no a un episodio depresivo mayor», incluso si persisten por un periodo de dos meses. Por lo anterior, los criterios diagnósticos han sido objeto de críticas.
Los pacientes con al menos un segundo episodio se clasifican dentro del trastorno depresivo mayor recidivante. Asimismo, el episodio puede presentar síntomas psicóticos y, si al episodio depresivo le sucede un episodio maniaco, se debe considerar el trastorno bipolar como diagnóstico. La psicoterapia y los antidepresivos son algunos de los tratamientos del episodio depresivo. No obstante, en los casos más graves, puede llegar a ser necesario hospitalizar al paciente.

## Síntomas
En general, en un episodio depresivo mayor el individuo presenta un estado de ánimo «deprimido, triste, desesperanzado, desanimado», que, generalmente, se puede inferir en las expresiones faciales y el comportamiento de la persona. No obstante, en algunos casos y especialmente en niños y adolescentes, el estado de ánimo es irritable o inestable; pueden sufrirse arranques de ira o sentimientos exagerados de frustración. Adicionalmente, pueden presentarse «síntomas somáticos», como la anhedonia, el despertar con horas de antelación, una peor depresión por las mañanas, conducta agitada o letárgica o pérdida del deseo sexual.
Puede haber deterioro en la capacidad de concentración o toma de decisiones, cambios en el apetito y sentimientos de culpa o inutilidad. Se «suelen malinterpretar los acontecimientos cotidianos neutros o triviales», al considerarlos «pruebas de sus defectos personales» y, por lo común, hay un «exagerado sentimiento de responsabilidad por las adversidades». Asimismo, puede haber ideación suicida o intentos de suicidio.
Con base en la cantidad y gravedad de los síntomas, el episodio depresivo se clasifica en leve (dos o tres síntomas presentes. El paciente se encuentra tenso pero capaz de continuar con la mayor parte de sus actividades), moderado (cuatro o más síntomas. El paciente puede tener dificultades para realizar sus actividades diarias) o grave (varios de los síntomas son «marcados y angustiantes», hay una frecuente ideación suicida y se presentan diversos síntomas somáticos).

## Diagnóstico
Según el DSM IV, los criterios diagnósticos son:
- Cinco o más de los siguientes síntomas por al menos dos semanas

- Estado de ánimo depresivo.
- Anhedonia.
- Pérdida o aumento de peso o disminución o incremento del apetito.
- Presencia de insomnio o hipersomnia.
- Enlentecimiento o agitación psicomotores.
- Fatiga o pérdida de energía.
- Sentimientos de culpa o inutilidad «excesivos o inapropiados».
- Dismunción en la capacidad para concentrarse, pensar o tomar decisiones.
- Ideación suicida con o sin plan específico o tentativa de suicidio.

Por otro lado, la sintomatología: no cumple con los criterios diagnósticos del episodio mixto, implica un malestar signitificativo y un deterioro en las relaciones sociales, labores o en otras «áreas importantes de la actividad» del paciente, no es ocasionada por sustancias u otras enfermedades, no es causada por duelo y persiste por más de dos meses. Los pacientes con al menos un segundo episodio se clasifican dentro del trastorno depresivo mayor recidivante y, si al episodio depresivo, le sucede un episodio maniaco, se debe considerar el trastorno bipolar como diagnóstico. Alrededor del 15% de las personas sufren síntomas psicóticos.
Se deben descartar: el episodio depresivo ocasionado por una enfermedad médica (accidente vascular cerebral o hipotiroidismo) o inducido por sustancias (drogas, medicamentos). Así como demencia en personas ancianas, los «episodios maníacos con estado de ánimo irritable» o los episodios mixtos, el trastorno por déficit de atención con hiperactividad (por la «distraibilidad y la baja tolerancia a la frustración» en niños) y el trastorno adaptativo con estado de ánimo depresivo.

## Tratamiento
Los tratamientos más utilizados son la psicoterapia (terapias cognitivo-conductuales, terapia dialéctica conductual, terapia interpersonal, entre otras) y el uso de antidepresivos (inhibidor de la recaptación de serotonina y noradrenalina, inhibidor de la recaptación de dopamina y noradrenalina, inhibidor selectivo de la recaptación de serotonina, entre otros). Los planes de tratamiento pueden ser separados o incluir una combinación de ambos. En los casos más severos, el paciente puede ser hospitalizado.